# Patrice Dally
Pour les articles homonymes, voir Dally.
Patrice Dally, né le 6 août 1920 à Paris et mort le 9 septembre 1986 dans la même ville, est un réalisateur et scénariste français.

## Filmographie

### Réalisateur
- 1957 : Le Grand Bluff
- 1958 : Incognito
- 1963 : Le Tout pour le tout

### Scénariste
- 1957 : Le Grand Bluff

### Acteur
- 1974 : Les Autres d'Hugo Santiago : Roger Spinoza

### Assistant-réalisateur
- 1950 : Voyage à trois de Jean-Paul Paulin
- 1955 : Du rififi chez les hommes de Jules Dassin
- 1955 : Napoléon de Sacha Guitry
- 1956 : Les Assassins du dimanche d'Alex Joffé
- 1963 : Le Grand Duc et l'Héritière (Love Is a Ball) de David Swift